# Jewgienij Fiodorow (polityk)
Jewgienij Aleksiejewicz Fiodorow (ros. Евгений Алексеевич Фёдоров, ur. 11 maja 1963 w Leningradzie) – rosyjski polityk i działacz społeczny, rzeczywisty państwowy doradca Federacji Rosyjskiej, kandydat nauk ekonomicznych.

## Życiorys
Ukończył szkołę wojskową imienia generała Aleksandra Komarowskiego. W latach 1985–1988 brał udział w wojnie afgańskiej. Do 2001 roku pełnił funkcje zastępcy Ministra Federalnej Agencji Energii Atomowej Federacji Rosyjskiej. W grudniu 2003 roku został wybrany na deputowanego do Dumy Państwowej z ramienia stanowiącej zaplecze polityczne Putina partii Jedna Rosja. Następnie został powołany na członka Rady Generalnej tej partii.

## Znane występy
21 stycznia 2011 na antenie radia Finam FM Jewgienij Fiodorow ogłosił, że 95% przemysłu rosyjskiego należy do ośrodków finansowych offshore. W tym wywiadzie Fiodorow powiedział, że Rosja zaczęła gromadzić kapitał poza granicami już na początku lat 90. XX wieku, a nie za czasów Putina. Rosyjscy oligarchowie powstali dzięki tzw. „chłopcom z Chicago”, którzy pracowali we wszystkich ministerstwach i urzędach Rosji tych lat. Ci ekonomiści z kręgu „Chicago Boys” zajmowali całe piąte piętro Federalnej Agencji Zarządzania Majątkiem Federalnym Rosji i postanawiali, kto ma zostać oligarchą.
21 lutego 2011 na antenie stacji Finam FM wziął udział w dyskusji z Aleksiejem Nawalnym na temat „Czy Jedna Rosja jest partią złodziei i sprzedawczyków, czy uczciwych, pryncypialnych patriotów?” (ros. Единая Россия — партия воров и коррупционеров или честных, принципиальных патриотов?). Większość słuchaczy (99%) zgodziła się z określeniem Nawalnego: "Jedna Rosja to partia żuli i złodziei". W dyskusji zabrało głos 1354 osób.